# Hospital Cochin
L'Hospital Cochin és un hospital d'assistència pública a la rue du Faubourg-Saint-Jacques, París. Alberga el centre central de tractament de cremades de la ciutat. L'Hôpital Cochin és una secció de la Faculté de Médecine Paris-Cité. Commemora Jean-Denis Cochin, capellà de la parròquia de Saint-Jacques-du-Haut-Pas i fundador d'un hospital per als treballadors i pobres d'aquest barri de París.
Des del 1990, un centre de recerca biomèdica, l'Institut Cochin, està associat amb l'hospital. Es va reorganitzar el 2002 per abastar la investigació genètica, la biologia molecular i la biologia cel·lular, amb una plantilla d'unes 600 persones. Forma part tant de l'INSERM com del CNRS, integrat amb la Universitat París Cité.